# Synotaxidae
Synotaxidae zijn een familie van spinnen. De familie telt 14 beschreven geslachten en 76 soorten.

## Geslachten
- Gaucelmus Keyserling, 1884
- Hamus Ballarin & Li, 2015
- Nescina Ballarin & Li, 2015
- Synotaxus Simon, 1895
- Tekellina Levi, 1957

## Taxonomie
Voor een overzicht van de geslachten en soorten behorende tot de familie zie de lijst van Synotaxidae.